# Eiao

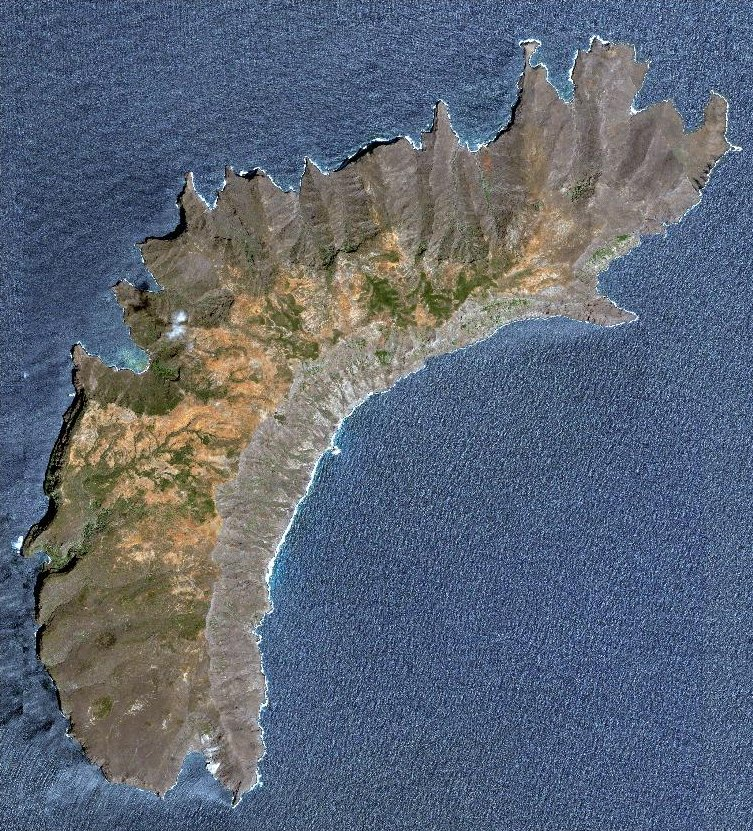
Satellietfoto

Eiao is een eiland in de Stille Oceaan dat deel uitmaakt van de Marquesaseilanden, Frans-Polynesië. Het ligt 3 kilometer van het onbewoonde eiland Hatutu en 100 kilometer ten noordwesten van Nuku Hiva, het grootste eiland van de Marquesaseilanden. Het hoogste punt van het eiland is 576 meter hoog.
Eiao werd in 1791 ontdekt door de Amerikaan Joseph Ingraham. Eind 19e eeuw werd het eiland voor korte tijd gebruikt als leprakolonie. In de jaren '70 vonden hier verschillende kernproeven plaats, uitgevoerd door het Franse leger.

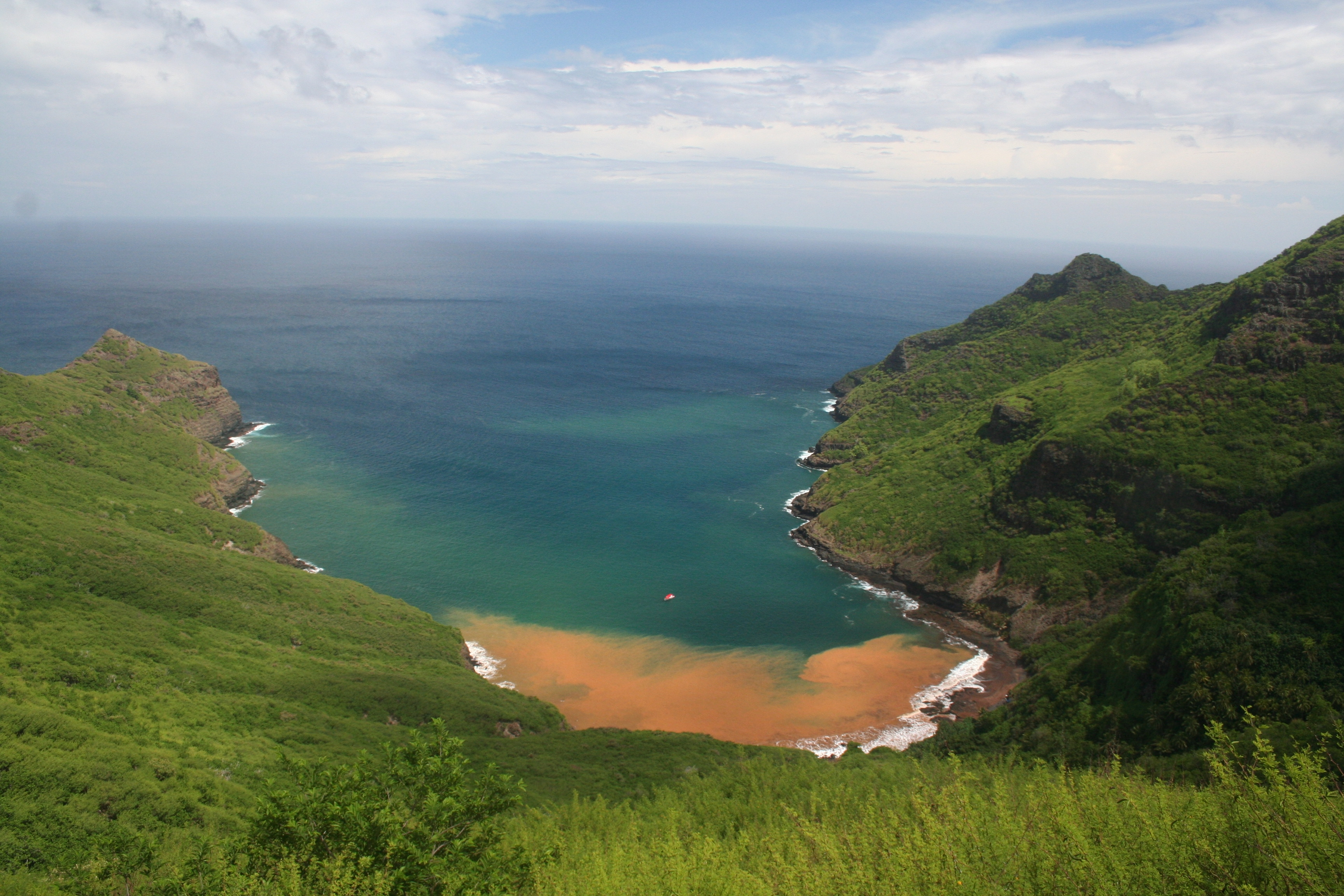
Baai van Vaituha

Noordelijke groep:
Eiao ·
Hatutu ·
Motu Iti ·
Motu One ·
Nuku Hiva ·
Ua Huka ·
Ua Pou
Zuidelijke groep:
Fatu Hiva ·
Fatu Huku ·
Hiva Oa ·
Moho Tani ·
Motu Nao ·
Tahuata